# Matthew Baillie

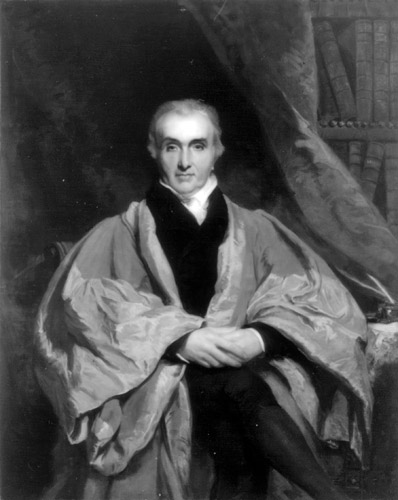
Matthew Baillie

Matthew Baillie (sprich „mäthju behli“) (* 27. Oktober 1761 in Shotts, North Lanarkshire, Schottland; † 23. September 1823 in Duntisbourne, Gloucestershire, England) war ein schottischer Arzt, Anatom und Pathologe.

## Leben
Baillie war der Sohn eines schottischen Geistlichen James Baillie, Bruder der Dichterin Joanna Baillie und Neffe (später auch Schüler) der bekannten Chirurgen und Anatomen John und William Hunter. Sein Schwiegervater war der Gynäkologe Thomas Denman.
Baillie studierte in Glasgow, Oxford und London Medizin, war schon mit 20 Jahren Demonstrator der Anatomie. Zusammen mit William Cumberland Cruikshank eröffnete er 1785 den ersten anatomischen Kursus. 1787 berief man ihn als Arzt an das St. George’s Hospital, wo er bis 1791 tätig wurde. 1788 beschrieb er die vollständige Seitenvertauschung der Körperorgane (Situs inversus) bei einer Leiche. Aus dem Jahr 1795 stammt von Baillie eine Beschreibung der Endokarditis. Um 1800 betrieb er eine große Praxis in London. Etwa 1822 zog sich Baillie aus dem öffentlichen Leben zurück und verstarb am 23. September 1823 mit 61 Jahren an Tuberkulose.
Seit 1799 war er Fellow der Royal Society of Edinburgh.

## Schriften (Auswahl)
- Anatomie des krankhaften Baues von einigen der wichtigsten Theile im menschlichen Körper („The morbid human anatomy of some of the most important parts of the human body“). 2. Aufl. Berlin 1820 (übersetzt durch Samuel Thomas von Soemmerring).
- A series of engravings accompanied with explanations which are intended to illustrate the morbid anatomy of the human body. London 1799–1812 (10 Hefte).
- Medicinische Vorlesungen und Beobachtungen („Lectures and observations on medicine“). Lehnhold, Leipzig 1827.
- An Account of a Remarkable Transposition of the Viscera. By Matthew Baillie, M. D. In a Letter to John Hunter, Esq. F. R. S. Philosophical Transactions of the Royal Society of London Vol. 78, Pag. 350–363, 1788